# Tjoetjoentsje
Tjoetjentsje ((Bulgaars: Тютюнче, ook geschreven als Tjutjunče of Tyutyunche) is een dorp in het zuiden van Bulgarije. Het dorp is gelegen in de gemeente Dzjebel in de oblast Kardzjali. Het dorp ligt hemelsbreed 17 km ten zuidwesten van Kardzjali en 208 km ten zuidoosten van de hoofdstad Sofia.

## Bevolking
Het dorp Tjoetjentsje had bij een schatting van 2020 een inwoneraantal van 159 personen. Dit waren 56 mensen (54,4%) meer dan 103 inwoners bij de officiële census van februari 2011. De gemiddelde jaarlijkse groei in die periode komt daarmee uit op 4,5%, hetgeen hoger is dan het landelijk jaarlijks gemiddelde over deze periode (-0,63%). In 1985 woonden er echter nog 319 personen in het dorp: veel etnische Turken (en andere moslims) verlieten destijds Bulgarije als gevolg van de assimilatiecampagnes van het communistisch regime van Todor Zjivkov, waarbij alle Turken en andere moslims in Bulgarije christelijke of Bulgaarse namen moesten aannemen en afstand moesten doen van hun islamitische gewoonten.
- 1934 106
Koninkrijk Bulgarije
- 1946 133
Volksrepubliek Bulgarije
- 1956 172
Volksrepubliek Bulgarije
- 1965 233
Volksrepubliek Bulgarije
- 1975 296
Volksrepubliek Bulgarije
- 1985 319
Volksrepubliek Bulgarije
- 1992 108
Republiek Bulgarije
- 2001 118
Republiek Bulgarije
- 2011 103
Republiek Bulgarije
- 2020 159
Republiek Bulgarije

- Koninkrijk Bulgarije
- Volksrepubliek Bulgarije
- Republiek Bulgarije

In het dorp wonen grotendeels etnische Turken. In de optionele volkstelling van 2011 identificeerden 60 van de 102 ondervraagden zichzelf als etnische Turken - oftewel 58,8% van alle ondervraagden. 28 ondervraagden noemden zichzelf etnische Bulgaren (27,5%).
| Etnische samenstelling van de respondenten (2011) | Etnische samenstelling van de respondenten (2011) | Etnische samenstelling van de respondenten (2011) | Etnische samenstelling van de respondenten (2011) | Etnische samenstelling van de respondenten (2011) |
| ------------------------------------------------- | ------------------------------------------------- | ------------------------------------------------- | ------------------------------------------------- | ------------------------------------------------- |
|                                                   |                                                   |                                                   |                                                   |                                                   |
| Bulgaren                                          | Bulgaren                                          |                                                   | 27,5%                                             | 27,5%                                             |
| Turken                                            | Turken                                            |                                                   | 58,8%                                             | 58,8%                                             |
| Roma                                              | Roma                                              |                                                   | 0,0%                                              | 0,0%                                              |
| Anders/Onbekend                                   | Anders/Onbekend                                   |                                                   | 13,7%                                             | 13,7%                                             |

Albantsi - Brezjana - Dobrintsi - Doesjinkovo - Dzjebel  - General Gesjevo - Ilijsko - Jamino - Kamenane - Kazatsite - Kontil - Kozitsa - Koeptsite - Lebed - Misjevsko - Mrezjitsjko -  Oestren - Ovtsjevo - Paprat - Plazisjte - Podvrach - Poljanets - Pototsje - Pripek - Rat - Ridino - Rogozari - Rogoztsje - Rozjdensko - Sipets - Skalina - Slantsjogled - Sofijtsi - Sjterna - Tarnovtsi - Teltsjarka - Tjoetjoentsje - Tsarkvitsa - Tsjakaltsi - Tsjeresjka - Tsvjatovo - Valkovitsj - Velikdentsje - Vodenitsjarsko - Zjalti Rid - Zjaltika - Zjeladovo